# Marcel Bitsch
Pour les articles homonymes, voir Bitsch.
Œuvres principales
Suite française 
Cahiers d'études pour la flûte
La Farce du Contrebandier (1946)
Quatre variations sur un thème de D. Scarlatti (1950)
Les plaisirs de Sully (2001)
Marcel Bitsch est un compositeur français né à Paris 14e le 29 décembre 1921 et mort à Paris 5e le 21 septembre 2011.

## Biographie
Il entre au Conservatoire de Paris en 1939 pour y étudier l'harmonie avec Jean Gallon, le contrepoint avec Noël Gallon, la musicologie avec Paul-Marie Masson et la composition avec Henri Büsser.
Il remporte en 1943 le deuxième Second Grand Prix de Rome et décroche deux ans plus tard, en 1945, le premier Premier Grand Prix de Rome.
À partir de 1956, Marcel Bitsch enseigne le solfège au Conservatoire national supérieur de musique de Paris. Il compte parmi ses élèves Jean-Paul Holstein, Daniel Roth et Pierre Pincemaille.
En 1961, Marcel Bitsch a été nommé à un poste de contrepoint et fugue afin de succéder à Noël Gallon. Puis, un peu plus tard, à la suite d'une modification du règlement séparant les deux disciplines, Marcel Bitsch est devenu exclusivement professeur de fugue jusqu'en 1988. En octobre 1988, Édith Lejet reprend son enseignement de la fugue.
Ses œuvres possèdent un style subtil et transparent dans la grande tradition française. Il a notamment composé un opéra comique, un ballet, des pièces pour orchestres symphoniques ou de chambre et de nombreuses pièces pour les concours du Conservatoire. Il a également publié un certain nombre d'ouvrages pédagogiques faisant encore autorité. 

## Œuvres principales

### Compositions musicales
- La Farce du Contrebandier, comédie musicale, 1946.
- Rondoletto pour basson et piano, 1949.
- Six esquisses symphoniques, 1949.
- Quatre variations sur un thème de D. Scarlatti pour cornet à pistons et piano, 1950.
- Trois sonatines pour flûte et piano, 1952.
- Variations sur une chanson française, pour cor et piano, 1954.
- Douze études de rythme pour clarinette, 1957.
- Aubade pour saxophone alto et piano, 1978.
- Les plaisirs de Sully, 2001.
- Concertino pour basson et orchestre.
- Suite française pour hautbois et piano.
- Cahiers d'études pour la flûte
- Le chalumeau d'or, ballet.
- Fantasietta pour trompette et piano.
- Vingt étude pour trompette Ut ou Si b

### Publications
- Précis d'harmonie
- Traité de contrepoint
- Aide-mémoire musical
- La Fugue